# Antoine Chbeir
Antoine Chbeir (ur. 12 stycznia 1961 w Ghusta) – libański duchowny maronicki, od 2015 biskup Latakii.

## Życiorys
Święcenia prezbiteratu przyjął 13 czerwca 1988 i został inkardynowany do eparchii Dżuniji. Po święceniach i studiach w Rzymie został sekretarzem eparchialnym i kanclerzem kurii (po włączeniu eparchii do diecezji Dżubby i Sarby był sekretarzem i kanclerzem nowo powstałego wikariatu patriarszego Dżuniji). W latach 1997–2015 kierował także parafią w Adnie.
14 marca 2015 został mianowany biskupem Latakii. Sakry udzielił mu 26 listopada 2006 maronicki patriarcha Antiochii Béchara Boutros Raï, któremu towarzyszyli maronicki biskup tytularny Tarsus dei Maroniti i eparcha pomocniczy Dżubby, Sarby i Dżuniji Antoine Nabil Andari oraz maronicki arcybiskup Cypru Joseph Soueif.